# Rüdiger Harnisch
Rüdiger Harnisch (* 10. Mai 1955 in Ludwigsstadt) ist ein deutscher Sprachwissenschaftler.

## Leben
Er studierte Germanistik und Geschichte an den Universitäten Regensburg und Bayreuth. 1982 erwarb er den Magisterabschluss. Nach der Promotion 1986 zum Dr. phil. (betreut von Robert Hinderling) war er an der Universität Bayreuth von 1988 bis 1993 als Assistent und von 1998 bis 2002 als Oberassistent tätig. Nach der Habilitation 1998 (venia legendi für Deutsche Sprachwissenschaft) vertrat er 1999 und 2001 einen Lehrstuhl an der Universität Graz, im Jahr 2002 an der Universität Bayreuth und von 2002 bis 2004 an der Universität Oldenburg. Rufe an die Universitäten Oldenburg (2002) und Graz (2003) lehnte er ab. Von 2004 bis 2021 war er Inhaber des Lehrstuhls für Deutsche Sprachwissenschaft an der Universität Passau.
Seine Forschungsschwerpunkte sind Systemlinguistik (einschließlich Grammatiktheorie) und Variationslinguistik (einschl. Soziolinguistik, Dialektologie und Sprachwandeltheorie). Er ist Mitglied im Wissenschaftlichen Beirat des Vereins Deutsche Sprache (VDS).

## Schriften (Auswahl)
- Natürliche generative Morphologie und Phonologie des Dialekts von Ludwigsstadt. Die Erprobung eines Grammatikmodells an einem einzelsprachlichen Gesamtsystem. Tübingen 1987, ISBN 3-484-30190-2.
- Grundform- und Stamm-Prinzip in der Substantivmorphologie des Deutschen. Synchronische und diachronische Untersuchung eines typologischen Parameters. Heidelberg 2001, ISBN 3-8253-1235-6.
- (Hg.): Typen formaler Resegmentierung und semantischer Remotivierung. Berlin 2010, ISBN 978-3-11-022385-9.
- mit Lars Bülow, Jochen Bung und Rainer Wernsmann (Hg.): Performativität in Sprache und Recht. Berlin 2016, ISBN 3-11-046264-8.